# کلوستریدیوم

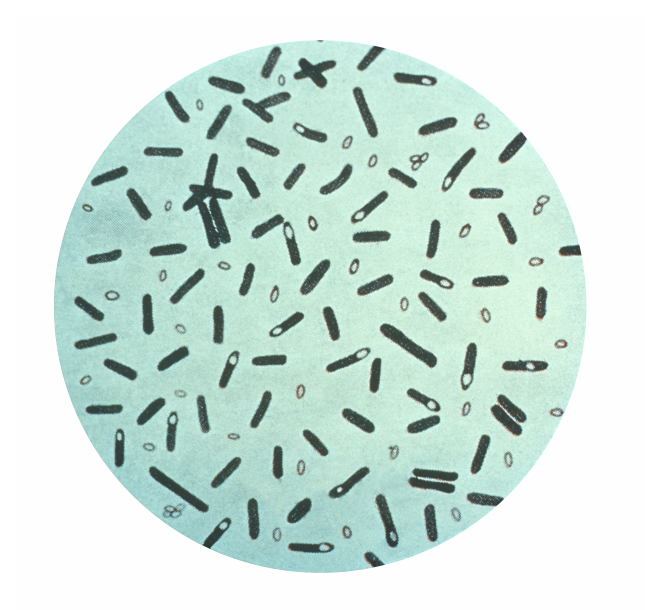
تصویر میکروسکوپی کلستریدیوم بوتولینوم پس از رنگ‌آمیزی گرم؛ به دلیل اینکه هاگ باکتری رنگ نمی‌گیرد، پس از رنگ‌آمیزی به شکل چوب کبریت دیده می‌شود

کلوستریدیوم جنسی از باکتریهای میله‌ای شکل، گرم مثبت و بی‌هوازی اجباری است و بی هوازی رشد می‌کند. این باکتری دارای هاگ و خاک زی می‌باشد. هاگ در جنس کلستریدیوم معمولاً انتهایی یا نزدیک به انتها می‌باشد. اغلب متحرک دارای تاژک از نوع پری تریش می‌باشند. آزمون‌های کاتالاز و اکسیداز در جنس کلستریدیوم منفی می‌باشد.
بیماری‌هایی که در ارتباط با این باکتری‌ها ایجاد می‌شود با واسطه برون‌زهرابه (اگزوتوکسین) آنهاست.

## گونه‌های جنس کلوستریدیم
- کلوستریدیوم دیفیسیل
- کلوستریدیوم استوبوتیلیکوم
- کلوستریدیوم بوتولینوم؛ بیماری‌زا، عامل بیماری بوتولیسم
- کلوستریدیوم بوتیریکوم
- کلوستریدیوم تتانی؛ بیماری‌زا، عامل بیماری کزاز
- کلوستریدیوم ترموسلوم
- کلوستریدیوم تیروبوتیریکوم
- کلوستریدیوم پاستوریانوم
- کلوستریدیوم پرفرنژنس عامل اصلی بیماری قانقاریا است.
- کلوستریدیوم کائووه‌ای
- کلستریدیوم باراتی
- کلستریدیوم بایفر منتاس
- کلستریدیوم سوردلی